# Kriegserklärung Kanadas an Deutschland

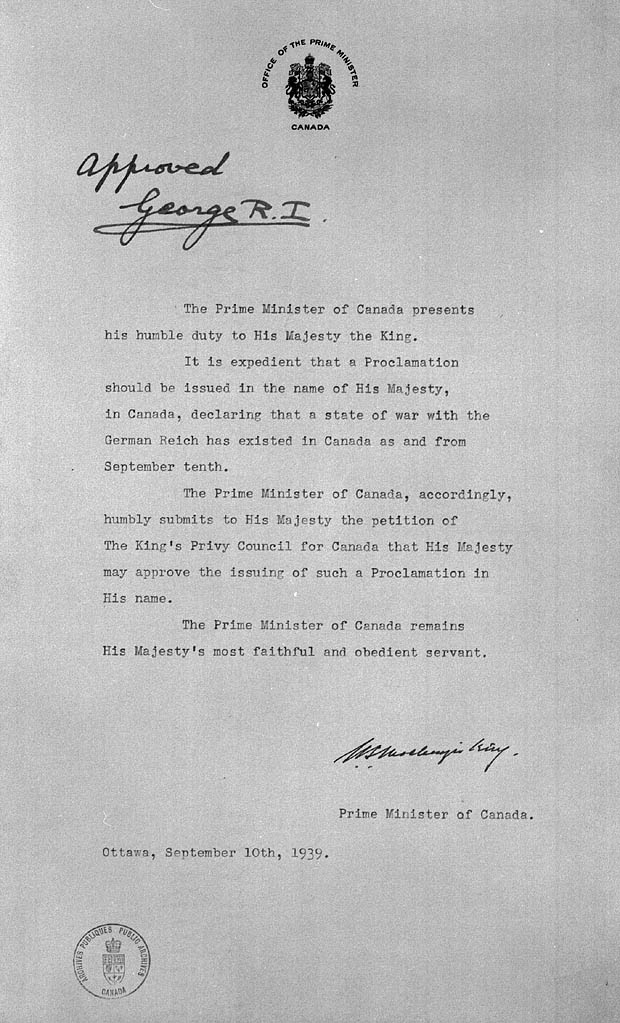
Premierminister King an König George VI

Die Kriegserklärung Kanadas an Deutschland erfolgte am 10. September 1939 nach dem deutschen Überfall auf Polen.
Vor dem Herbst 1938 waren die Kanadier gespalten, ob sich ihr Land im Kriegsfall wie im Ersten Weltkrieg an die Seite des Vereinigten Königreichs gegen ein zunehmend aggressiveres Deutschland stellen sollte. Die Mehrheit der englischsprachigen Kanadier hatten eine emotionale Nähe zu Großbritannien aber unter ihnen gab es auch Pazifisten, Neutralisten und Isolationisten. Unter den drei Millionen französischsprachigen Kanadiern gab es eine stark isolationistische Stimmung, da sie der britischen Politik misstrauten und nach der Wehrpflichtkrise von 1917 erneute Rekrutierungen für einen Krieg in Europa fürchteten. Daher hatte es Mackenzie King, der in Personalunion Premier- und Außenminister war, im Interesse der nationalen Einheit vermieden, die Beistandsfrage auch nur zu berühren („Das Parlament wird entscheiden“). Nach dem Münchener Abkommen und dessen Bruch mit der Zerschlagung der Tschechoslowakei durch Deutschland bereitete er sein Land mit dem Slogan „no neutrality, no conscription“ auf einen Beistand für Großbritannien vor und verwarf die isolationistische Politik. Der Besuch von König Georg VI. und Königin Elizabeth im Mai/Juni 1939 und die Aggressivität Hitlers wirkten ebenfalls auf die öffentliche Meinung.
Am 1. September 1939 überfiel Deutschland Polen und am 3. September erklärte das Vereinigte Königreich Deutschland den Krieg. Mackenzie King berief das Parlament aus seiner Sommerpause zurück und als es in der Sondersitzung vom 9. September seine überwältigende Zustimmung signalisierte, bat er König Geoge VI als Staatsoberhaupt Kanadas die förmliche Kriegserklärung an Deutschland auszusprechen. Am 10. September unterzeichnete der König die Kriegserklärung.
Nach dem Ende des Sitzkrieges durch den Fall Frankreichs 1940 wurde in Kanada die Dienstpflicht für die Heimatfront eingeführt und 1942 wurde in einer Volksabstimmung für die Wehrpflicht gestimmt.